# احمدآباد (مسافرآباد)
احمدآباد یک روستا در ایران است که در دهستان مسافرآباد واقع شده‌است. احمدآباد ۶۶ نفر جمعیت دارد.